# Thymosiopsis
Thymosiopsis é um gênero de esponja marinha da família Chondrillidae.

## Espécies
- Thymosiopsis conglomerans Vacelet,Borchiellini,Perez,Bultel-Poncé,Brouard & Guyot, 2000
- Thymosiopsis cuticulatus Vacelet & Perez, 1998